# Józefów Kielecki
Józefów Kielecki – dawny przystanek osobowy kolejki wąskotorowej w Józefowie Witowickim, w gminie Bogoria, w powiecie staszowskim, w województwie świętokrzyskim.